# ヨハネス22世 (ローマ教皇)
ヨハネス22世（Ioannes XXII、1244年? - 1334年12月4日）は、アヴィニョン捕囚の時期のローマ教皇（在位1316年 - 1334年）。教会慣用名はヨハネ。

## 教皇登位まで
フランス南西部の商業都市カオールの裕福な中産階級の出身であり、本名は ジャック・ドゥーズ（Jacques Duèze）であった。グエルフィ（ゲルフ、教皇派）のリーダーと見なされていたナポリ王ロベルト1世（ロベール）の秘書を務めたのち、南仏プロヴァンスのフレジュスの司教、1310年からはアヴィニョンの司教を経て1312年に枢機卿に任命された。
これに先立つ1303年、アナーニ事件の直後に教皇ボニファティウス8世がローマにて死去し、枢機卿団が分裂して教皇選挙（コンクラーヴェ）の実施に困難が生じ、また、アナーニ事件の事後処理に絡んでフランス王フィリップ4世（端麗王）の干渉により、1309年に教皇庁が南仏アヴィニョンに移るという事態が生じた（アヴィニョン捕囚）。アヴィニョン教皇庁での初めての教皇となったクレメンス5世は、修道会の会則を厳格に遵守するかどうか（清貧論争）をめぐって分裂傾向にあったフランシスコ会（フランチェスコ会）の問題を調査する委員会を教皇庁内に設けた。
クレメンス5世が1314年に死去してからは、約2年間にわたって教皇位は空位であったが、1316年、コンクラーヴェは新しい教皇として当時72歳頃であったドゥーズ枢機卿を選出した。ドゥーズ枢機卿が新教皇ヨハネス22世として登位したのは1316年8月7日のことであった。

## 治世

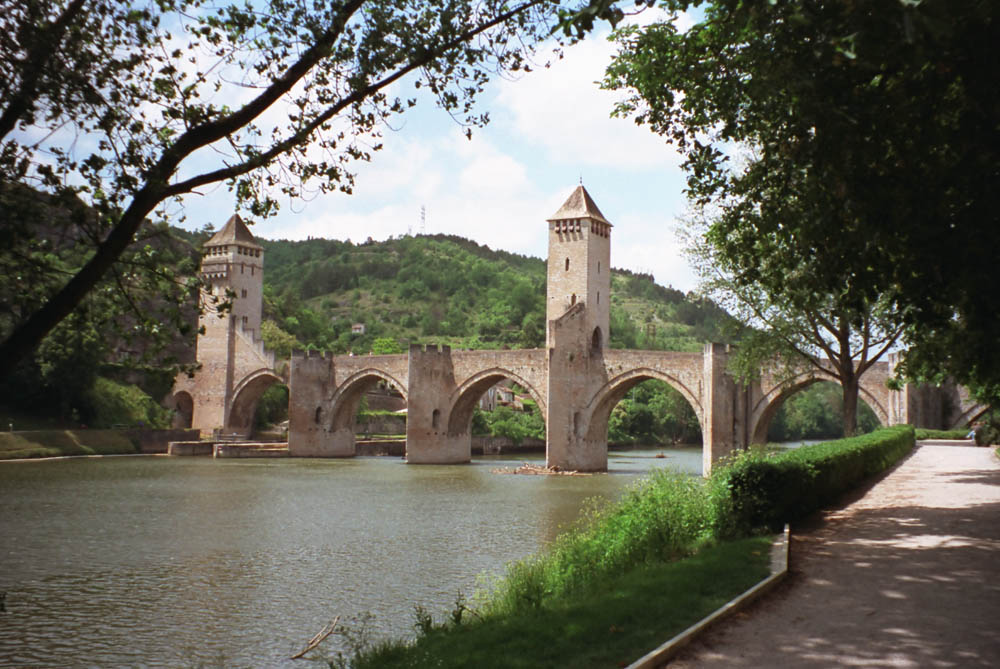
カオールのヴァラントレ橋

ヨハネス22世は、教皇庁をアヴィニョンからローマに戻す気はまったくなく、また登位時すでに高齢であったにもかかわらず周囲から優れた教皇として期待された。ヨハネス22世はその在任中、驚異的な根気強さで教皇庁の財政再建に努めたため、彼が死去したとき、教皇庁の金庫には大量の金貨が収められていたといわれている。また、財政管理のため行政改革をおこない、「三位一体の祝日」を制定し、さらにクレメンス5世と自身が発した教令（教皇本人の決定が記された、教皇の発した書簡）の中で教義や教会法に関するものについて編纂し、『教皇教令集』として発刊した。これは、後世の教皇や教会法学者のよりどころとなる定義や先例となって教会法の発展に寄与した。
ヨハネス22世はまた、アジアへの伝道を奨励し、アヴィニョンに図書館を設置する事業に着手したほか、1331年には故郷のカオールに大学（カオール大学）を創設した。なお、1318年にイングランドに所在するケンブリッジ大学に対し、全キリスト教国に通用する学位の認定を承認し、これにより同大学の発展の基礎が築かれた。
宗教政策の面では、ヨハネス22世は魔女を異端として扱うことを決めている。また、神学者として知られたオッカムのウィリアムやマイスター・エックハルトに対し、異端審問をおこなった（オッカムは逃亡し、エックハルトは投獄中に死去している）。神聖ローマ皇帝ルートヴィヒ4世とは対立し、ルートヴィヒの側について彼を擁護したパドヴァのマルシリウスを破門に処した。
ヨハネス在位中の1328年、ローマでフランシスコ会修道士のピエトロ・ライナルドゥッキが教皇ニコラウス5世を名乗って対立教皇となったが、1330年に退位した。

### 聖職禄授与権の立法化
1316年9月15日、ヨハネス22世によって教皇教令『エクス・デビトー（Ex debito ）』が発せられた。これは、聖職者に授与される禄に関するものであり、教皇がその至高性のもとに授与権を立法化しようとするものであったが、登位よりわずか1か月後の発布であることを考えると、彼がこの件を教皇職にとって最優先課題と考えていたことがうかがわれる。この教令は、教皇権による「全般的留保」の対象となる禄を精細に定義していることを一大特徴としており、ヨハネス22世以降のアヴィニョン教皇による聖職禄政策の根幹をなすものとなった。また、アヴィニョン時代の聖職禄政策はフランスを中心に広範な地域におよび、教会政治のうえでも、財政的な面からも教皇庁行政の根幹をなしており、ヨハネス22世自身、教令を実際の政策におおいに適用していたことが確認されている。

### フランシスコ会「清貧論争」への介入
前任のクレメンス5世は1309年、教皇庁内にフランシスコ会の会則問題について調査委員会を設け、会則の厳格な遵守を主張するスピリトゥアル派（聖霊派）と緩和を主張する穏健な主流派の双方の代表を招き「清貧」について論じさせた。このように歴代の教皇は、フランシスコ会の内部対立の仲裁を求められ、それに対し応じてきたのであった。

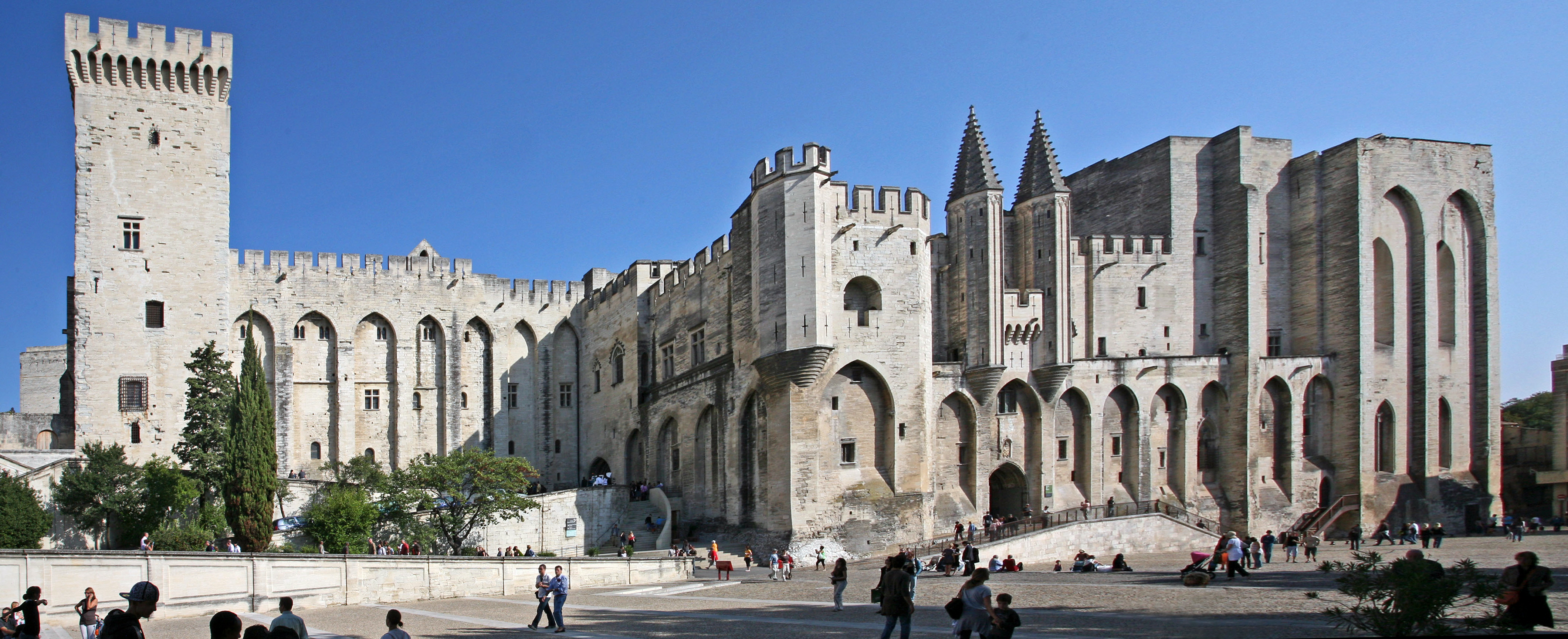
アヴィニョン教皇庁

ヨハネス22世は1317年、ナルボンヌ（南仏・オード県）とベジエ（同エロー県）の聖霊派修道士に対し、「短い僧衣」を捨て、主流派のフランシスコ会総長に服従すべしと命じ、修道会対立の解消をはかった。「短い僧衣」とは、聖霊派の「貧しき使用」実践の象徴となっていたもので、これを捨てることは彼らに自身のアイデンティティを放棄するよう命じたものにほかならなかった。そして、ルボンヌとベジエの聖霊派修道士61名を名指しで召喚し、10日以内にアヴィニョンに出頭して教皇の前で先の命令に対して返答すること、査問を拒否する者は破門に処することを申し伝えた。両地の修道士たちは5月22日深夜、アヴィニョンの教皇宮殿の門前にたどりつき、翌日より査問が始まった。査問の光景は、聖霊派の指導者の一人アンジェロ・クラレーノの筆を通じて知ることができる。教皇は多数の顧問団に囲まれ、立派な椅子に腰掛けており、一方の側には豪華な盛装の主流派が、一方の側にはつぎはぎだらけの「短い僧衣」の聖霊派が控えた。クラレーノによれば、査問とは名ばかりで、実際には逮捕のための口実にすぎなかった。「教皇聖下、正義を」という叫びのなか、聖霊派の会士はひとりひとり連れ去られ、アヴィニョン教皇庁内の牢獄に収監された。
1317年10月、ヨハネス22世は教皇勅書『クォルムダム・エクスィギト（Quorumdam exigit ）』を発し、フランシスコ会の修道士は、修道会総長が粗末な僧衣をやめさせ、穀物倉・ワイン倉の設置を認可する権限を持つことを認めよと命じた。教皇は、教勅を「清貧は偉大なり。然れども、公正はさらに偉大であり、もし完全に保たれるならば、すべての中で服従こそがもっとも善きことである」の言葉で結んだ。結局、ヨハネス22世が求めたことは、全会員に対して修道会総長の権威に、そして最終的には教皇の権威に服従させることであった。

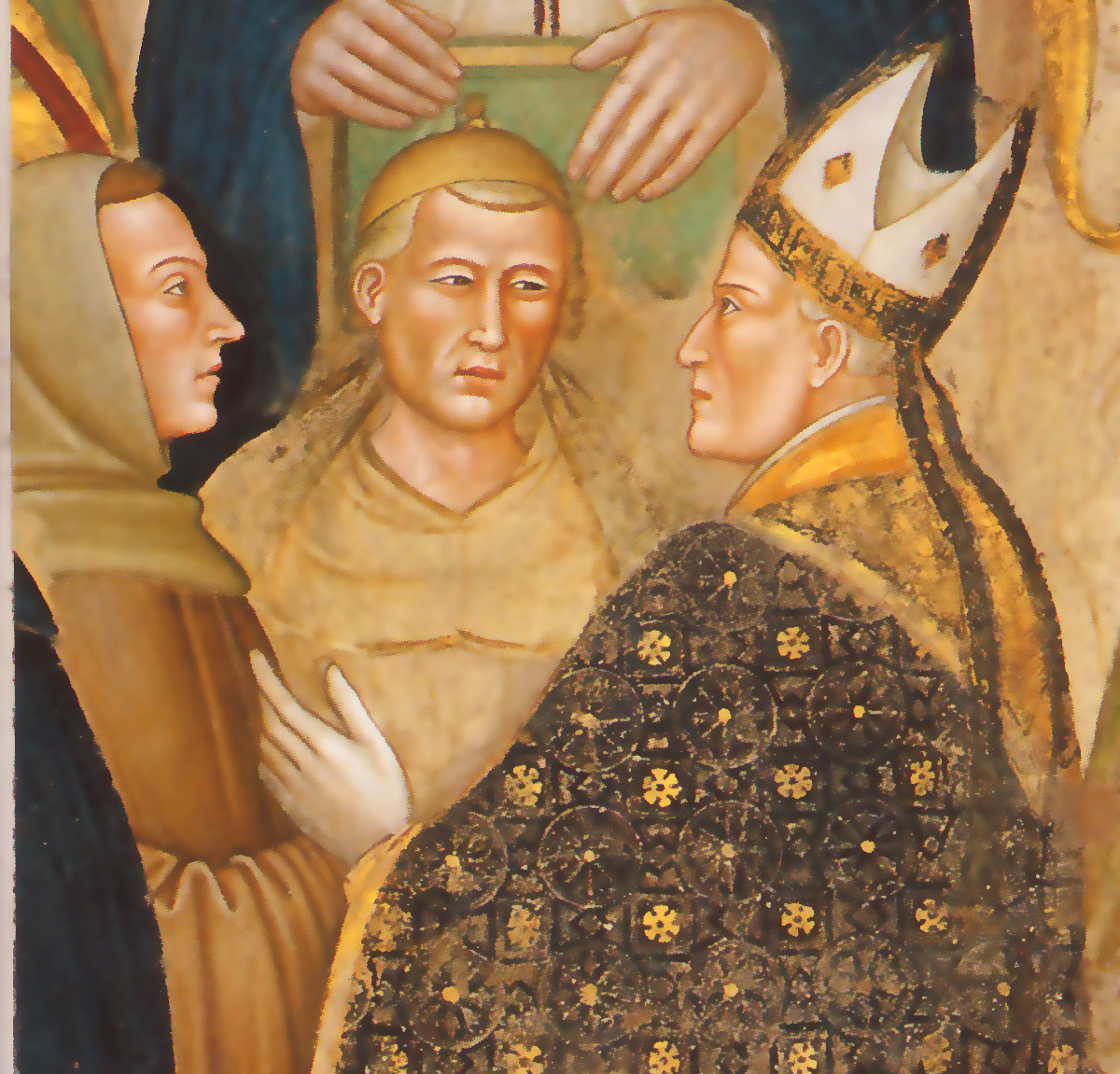
チェゼーナのミケーレ（左）、オッカムのウィリアム（中央）、ピサ大司教のシモーネ・サルタレッリ（fr、右）
----
アンドレア・ディ・ボナイウート画、14世紀

この教勅を受けて、フランシスコ会16代総長のチェゼーナのミケーレは、60余名の収監中の聖霊派修道士に教皇への服従を求めた。多数の修道士はこれにしたがったが、なおも20名は抵抗した。そこで教皇ヨハネスは、抵抗する聖霊派についての判断を13人の神学者からなる委員会に諮問した。神学者たちの答えは、あくまでも服従を拒み続けるのであれば、異端として断罪されるべきであるという見解で一致していた。ヨハネスはなおも教勅を受け入れない修道士をフランシスコ会の異端審問官ミシェル・ル・モワーヌに委ねた。最終的には5名を除いて異端的立場を捨て、教皇と総長に恭順を誓った。最後まで不服従を貫いた5人は「異端」とされ、直前に悔悛した1名のみ終身刑に処せられ、他の4名は世俗の手に渡され、1318年5月7日、マルセイユにおいて火刑に処せられた。
ローマ教会が公認した会則にあくまでも忠実であろうとした人びとが生きながら火あぶりに処せられた光景には多くの人びとが衝撃を受けた。こののち、1328年までの10年間、異端審問による異端狩りがおこなわれた。マルセイユやモンペリエ、トゥルーズなどから多くの男女が、地方の司牧権力や世俗権力からの協力を得て、逮捕され、異端審問官たちによって尋問された。異端狩りの対象となったのは、聖霊派の信念を曲げなかった人びとと「ペガン」と呼ばれた多くの在俗信徒（第三会）の支持者たちであった。1322年、フランシスコ会総会はキリストと12使徒が私有財産を保有しなかったのは正当な神学的見解であることを公式に表明したが、この見解は聖霊派に近い考えであったため、ヨハネス22世はこれを異端と非難、フランシスコ会は教皇に従う者と従わない者とで再び分裂した。
一方、こうした厳しい弾圧に対し、聖霊派はフランシスコ会主流派のみならずヨハネス22世を首長とするカトリック教会に対しても公然と反抗、修道士たちは教皇制度の批判を展開した。教会はイエス・キリスト自身も富を尊重していたと主張し、聖霊派に対する異端審問を強化して監禁や火刑に処し、さらに彼らの修道院を破壊するなど弾圧を加えた。ヨハネス22世はさらに、次々と教勅を発布して、それまでフランシスコ会に与えていた特権を撤回し、「キリストの清貧」をあくまでも主張することは異端的であるとして、清貧の立場からのあらゆる批判を封じようとした。具体的には、1322年3月に教勅『クィア・ノンヌンクァム （Quia nonnunquam ）』を発布し、かつて教皇が発布した教勅でも有害な結果をもたらすものならば撤回できるとし、ニコラウス3世がかつて教勅で認めたフランシスコ会の清貧教義を撤回し、同年12月には教勅『アド・コンディトレム （Ad conditorem ）』を発布して、現実にフランシスコ会は財を保持している以上、清貧は虚偽であるとした。さらに、1323年11月の教勅『クム・インテル・ノンヌッロス （Qum inter nonnullos ）』では何らかの財を使用しておきながら無所有であると主張することは罪悪であるとした。
しかし、こうした一連のフランシスコ会成立の根幹部分にふれる強硬な介入に対しては、フランシスコ会の主流派も動揺し、総長チェゼーナのミケーレやベルガモのボナグラフィア、オッカムのウィリアムらは教皇を「異端」と非難し、1328年、ヨハネス22世と対立していた神聖ローマ皇帝ルートヴィヒ4世のもとへと逃亡し、ヨハネス22世の廃位を要求した。

### 皇帝ルートヴィヒとの対立
ヨハネス22世が皇帝ルートヴィヒ4世に帝冠を授けようとしなかったため、両者の関係はきわめて悪化した。ルートヴィヒは教皇を廃位させるための教会会議の開催を求めた。弾圧され、雌伏を余儀なくされたフランシスコ会聖霊派もまた、皇帝ルートヴィヒ4世との連携に救いを見いだし、1328年、上述のようにフランシスコ会員のピエトロ・ライナルドゥッキを対立教皇のニコラウス5世としてローマに擁立した。
同年、ルートヴィヒは、アナーニ事件の首謀者のひとりでコロンナ家のシアッラ・コロンナからローマ市民を代表して神聖ローマ皇帝の帝冠を受け、ヨハネス22世の教皇廃位を宣言した。しかし、ルートヴィヒがローマを離れると対立教皇ニコラウス5世は捕らえられ、ニコラウスは1330年、ヨハネス22世に対し降伏した。ヨハネス22世は執念深い性格ではなかったため、ニコラウス5世はアヴィニョンで教皇庁内に部屋を与えられ、穏やかな晩年をすごすことができた。なお、ヨハネス22世の没後、ルートヴィヒ4世は1338年のレンゼ帝国会議において、ドイツ諸侯の多数決によって選出されたローマ王は教皇による戴冠がなくても神聖ローマ皇帝であるという原則を打ち立てた。

### ロタ法廷

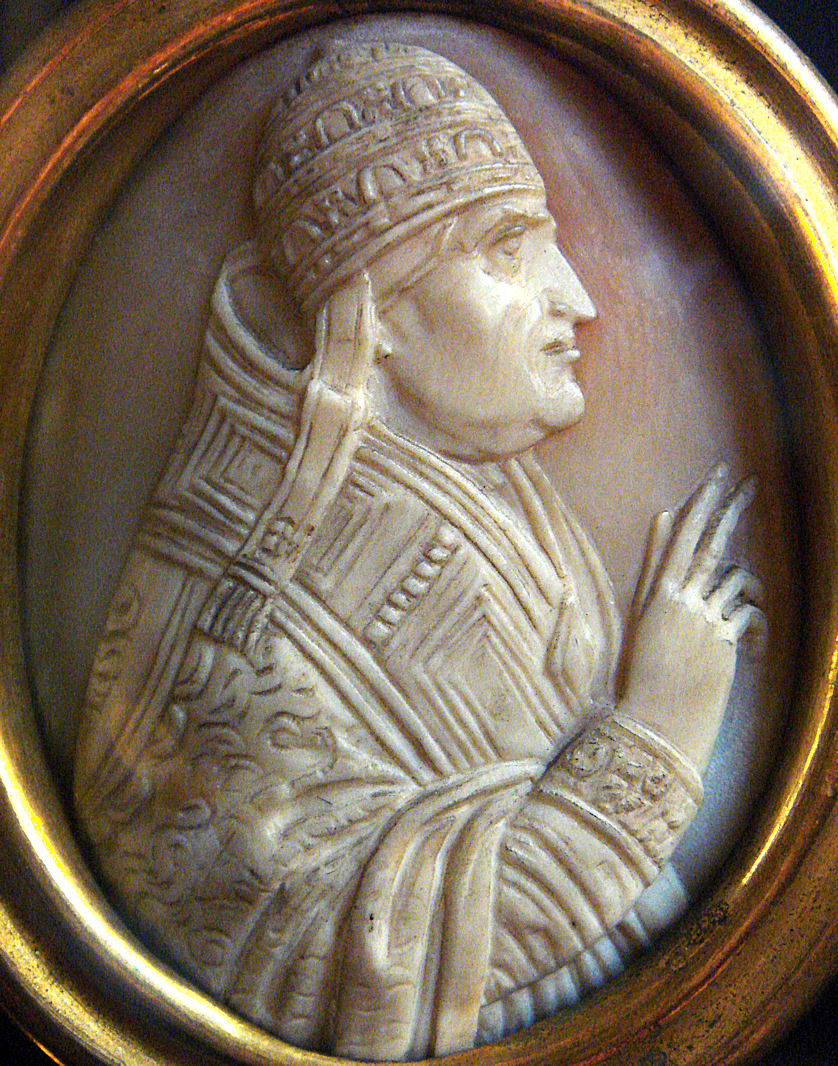
ヨハネス22世のカメオ

14世紀前半はローマ教会の堕落が批判された時代であった反面、教皇庁は組織面では顕著な発展をみせ、官僚制の先駆的な形態が出現して後世の世俗諸国の集権化においてそのモデルとなった。クレメンス5世とヨハネス22世によって確立されたロタ法廷もそのひとつで、当初、主に聖職禄関係を扱うための裁判所として整備された。1331年のヨハネス22世の教令『ラティオー・ユリス （Ratio juris ）』によって訴訟の進行やその諸規則、審決官の役割などが規定され、教皇庁の最終的決定機関および中心審査機関としての確立をみた。ロタ法院は、10ないし13名の審決官が教会法学の伝統および合理性を守護しつつ、カトリック世界全体の紛争に最終的な決着をつける最高法院としての役割を担ったのである。
なお、20世紀にピウス10世によって大審院が最高裁判所として改組されたのち、大審院は、ロタ法院の判決から控訴をうける役目をもつようになっている。

### 錬金術の禁止
カトリック教会は従来より錬金術に対し反対の立場をとっていたが、特にヨハネス22世は錬金術を禁止する教令を発し、錬金術師やその煽動者を処罰の対象とする旨を宣言した。

### 最後の論争
1331年の冬、ヨハネス22世は説教のなかで、天国で至福を得る条件について、人は死後ただちに神を目の当たりにみて最高の幸福にいたるという従来の教説（至福直観）とは異なり、至福は最後の審判のときまで得られないという独自の見解を表明した。この見解は物議をかもし、パリ大学や多くの在野の神学者から異端的教説との非難を浴びた。このことより、教皇の晩年は非常に寂しいものとなった。教皇と反目するすべての人間がヨハネス22世の見解を批判したが、教皇がそうした重大な危機からかろうじて救われたのは、臨終の悔悛によってであった。